# Музей фотографических коллекций
Музей фотографических коллекций — первый в России частный музей фотографии.

## История
«Музей фотографических коллекций» представляет собой коллекцию фотографий, которую Юрий Рыбчинский и Эдуард Гладков, профессиональные фотографы, собирали в течение десяти лет, на частной квартире — с 1993-го по 2003 год.
Собирателей коллекции Юрия Рыбчинского и Эдуарда Гладкова привлекали яркие фотоработы мастеров 1960-х годов, которые работали на советскую журналистику и выделялись своим свободным взглядом: В. Ахломов, Л. Бергольцев, В. Генде-Роте, Г. Копосов, В. Тарасевич.
Неповторимость коллекции составили «инаковидящие», те, кто изредка публиковался в 1970-е и 1980-е годы и снимал, как правило, для себя, в стол: Сергей Гитман, Владимир Куприянов, Александр Лапин, Борис Михайлов, Борис Савельев, Владимир Сёмин, Ляля Кузнецова, Александр Слюсарев, Михаил Ладейщиков и другие. Ю. Рыбчинский и Э. Гладков сами принадлежали к этому поколению фотографов.
С 1997 года к коллекции стали постепенно добавляться старые мастера — законодатели советской репортажной фотографии: Александр Родченко, который, по мнению коллекционеров, стал той вехой, от которой по другому пути пошла вся отечественная фотография; Марк Марков-Гринберг, Борис Игнатович, Аркадий Шайхет…
Фотографии из собрания этого фонда были переданы на хранение в коллекцию Московского дома фотографии и показаны на выставке: «Фотоэстафета. От Родченко до наших дней» в Центральном Манеже в 2007 году.
Центральным событием вернисажа станет презентация книги «Фотоэстафета. От Родченко до наших дней» из фонда Юрия Рыбчинского и Эдуарда Гладкова — «Музей фотографических коллекций», который передал в дар Московскому Дому фотографии более 2000 фотографий, среди них оригинальные отпечатки классиков 20-30-х годов: Макса Альперта, Георгия Зельмы, Бориса Игнатовича, Александра Родченко, Евгения Халдея, Якова Халипа, Ивана Шагина, Аркадия Шайхета; коллекция уникальных авторских отпечатков 30-х — 50-х годов Эммануила Евзерихина; фотографический андеграунд 70-х: Борис Михайлов, Александр Слюсарев, Борис Савельев и др.; коллекция фотографов российских регионов и стран Балтии: Николай Бахарев, Михаил Ладейщиков (Новокузнецк), Сергей Чиликов (Йошкар-Ола), Антанас Суткус, Эгонс Спурис, Гунар Бинде и др., а также фотографии современных российских фотохудожников: Франсиско Инфанте, Эрика Булатова, Владимира Янкилевского, Игоря Макаревича, Виталия Комара и Александра Меламида, и др.

## Выставки
- 1997 — «от Родченко до наших дней» Москва, галерея А3

- 2007 — «от Родченко до наших дней» Москва, Манеж

## Книга
- редактор/составитель: Юрий Рыбчинский.; Гладков Э. «Фотоэстафета от Родченко до наших дней» Издание Московского дома фотографии 2007 ISBN 5-93977-023-1